# Acleris alnivora
Acleris alnivora (лат.) — вид бабочек из семейства листовёрток. Распространён на юге Приморского края и в Японии (Хоккайдо и в горах острова Хонсю). Обитают в долинных широколиственных и ольховых лесах. Гусеницы встречаются в июне в сплетённых листьях ольхи пушистой. Бабочек можно наблюдать в мае и повторно октябре. Размах крыльев 21—26 мм.